# Elitloppet 1973
Elitloppet 1973 var den 22:e upplagan av Elitloppet, som gick av stapeln söndagen den 27 maj 1973 på Solvalla i Stockholm. Finalen vanns av den svenska hästen Ego Boy, körd och tränad av Ingemar Olofsson.
Inför 1973 års Elitlopp ändrade man upplägg helt, och bjöd in endast åtta hästar. Dessa skulle först mötas i ett heat över 1 609 meter, och sedan i ett ytterligare. Om en häst vann båda heaten skulle denne stå som segrare, men om två olika hästar vunnit i kvalheaten skulle dessa två få mötas i ett avgörande skiljeheat. 1973 års upplaga av Elitloppet hade samlat bland annat Flower Child från USA som var obesegrad i fem starter under 1973, samt Sveriges segerstaplare, Ego Boy.
Både Flower Child och Ego Boy vann varsitt kvalheat och fick mötas i skiljeheat. I skiljeheatet var taktiken viktig, och tempot blev lågt. På senare tid har duellen mellan Rättvikstränaren Ingemar Olofsson och USA:s Joe O'Brien, som då var en stjärnkusk, målats upp liknande David mot Goliat. Första varvet avverkades på långsamma 1.30,5 med Ego Boy i ledningen, men i sista sväng skruvades tempot upp och Ego Boy släppte aldrig förbi Flower Child. Duellen anses numera som klassisk.
Tröstloppet Elitloppet Consolation kördes inte detta år.

## Upplägg och genomförande
Elitloppet är ett inbjudningslopp och varje år bjuds 16 hästar som utmärkt sig in till Elitloppet. Hästarna lottas in i två kvalheat, och de fyra bästa i varje försök går vidare till finalen som sker 2–3 timmar senare samma dag. Desto bättre placering i kvalheatet, desto tidigare får hästens tränare välja startspår inför finalen. Samtliga tre lopp travas sedan 1965 över sprinterdistansen 1 609 meter (engelska milen) med autostart (bilstart).
Inför Elitloppet 1973 bjöds endast åtta hästar in, som skulle mötas i två kvalheat, med ett eventuellt skiljeheat om kvalheaten fått två olika segrare. Detta år var det totala förstapriset 150 000 kronor.

## Kvalheat 1
| P | S | Häst            | Kusk                   | Tränare                | Land      | Odds  | Tid    |
| - | - | --------------- | ---------------------- | ---------------------- | --------- | ----- | ------ |
| 1 | 5 | Ego Boy         | Ingemar Olofsson       | Ingemar Olofsson       | Sverige   | 2,37  | 1.15,3 |
| 2 | 4 | Flower Child    | Joe O'Brien            | Joe O'Brien            | USA       | 2,00  | 1.15,6 |
| 3 | 3 | Lightning Larry | Edoardo Gubellini      | Edoardo Gubellini      | Italien   | 9,40  | 1.15,6 |
| 4 | 8 | A.C.s Orion     | Birger Widell          | Birger Widell          | Sverige   | 40,70 | 1.15,8 |
| 0 | 1 | Une de Mai      | Jean-René Gougeon      | Jean-René Gougeon      | Frankrike | 6,40  | 1.15,9 |
| 0 | 6 | Carosio         | Giancarlo Baldi        | Giancarlo Baldi        | Italien   | 32,90 | 1.16,2 |
| 0 | 7 | Bold Hanover    | Luigi Sarli            | Luigi Sarli            | Italien   | 82,20 | 1.16,4 |
| 0 | 2 | Emter W         | Karl-Gustav Holgersson | Karl-Gustav Holgersson | Sverige   | 50,70 | 1.16,8 |

## Kvalheat 2
| P | S | Häst            | Kusk                   | Tränare                | Land      | Odds   | Tid    |
| - | - | --------------- | ---------------------- | ---------------------- | --------- | ------ | ------ |
| 1 | 4 | Flower Child    | Joe O'Brien            | Joe O'Brien            | USA       | 2,16   | 1.13,8 |
| 2 | 5 | Ego Boy         | Ingemar Olofsson       | Ingemar Olofsson       | Sverige   | 1,50   | 1.13,8 |
| 3 | 6 | Carosio         | Giancarlo Baldi        | Giancarlo Baldi        | Italien   | 73,70  | 1.14,1 |
| 4 | 3 | Lightning Larry | Edoardo Gubellini      | Edoardo Gubellini      | Italien   | 15,20  | 1.14,5 |
| 0 | 1 | Une de Mai      | Jean-René Gougeon      | Jean-René Gougeon      | Frankrike | 19,60  | 1.14,5 |
| 0 | 7 | Bold Hanover    | Luigi Sarli            | Luigi Sarli            | Italien   | 260,40 | 1.14,6 |
| 0 | 8 | A.C.s Orion     | Birger Widell          | Birger Widell          | Sverige   | 38,00  | 1.15,1 |
| 0 | 2 | Emter W         | Karl-Gustav Holgersson | Karl-Gustav Holgersson | Sverige   | 54,10  | 1.15,3 |

## Skiljeheat
| P | S | Häst         | Kusk             | Tränare          | Land    | Odds | Tid    |
| - | - | ------------ | ---------------- | ---------------- | ------- | ---- | ------ |
| 1 | 1 | Ego Boy      | Ingemar Olofsson | Ingemar Olofsson | Sverige | 2,03 | 1.23,8 |
| 2 | 2 | Flower Child | Joe O'Brien      | Joe O'Brien      | USA     | 1,30 | 1.23,9 |